# Ипут
Ипут I — древнеегипетская царица, дочь фараона Униса, последнего правителя из V династии. Она вышла замуж за Тети, первого фараона из VI династии. Их сыном был фараон Пиопи I.

## Жизнь
Ипут была дочерью фараона Униса, последнего правителя из V династии. Её матерью была Небет или Хенут. Ипут стала женой Тети, первого фараона из VI династии. Их сыном был фараон Пиопи I. Ипут изображена с ним на стеле из Коптоса. Останки скелета Ипут были найдены в её пирамиде, они позволили сделать вывод, что женщина умерла в среднем возрасте.
Другим сыном Ипут был Небкаухор. Дочерей Ипут звали Сешсешет Ваатетхетхор, Сешсешет Идут, Сешсешет Нубхетнебти и Сешсешет Сатхор.

### Титулы Ипут I
Ипут носила целый ряд титулов, в качестве дочери фараона её именовали: Дочерью царя Верхнего и Нижнего Египта (s3t-niswt-biti), Дочерью царя от плоти его (s3t-niswt-nt-kht.f), Божественной дочерью (s3t-ntr) и Той божественной дочерью (s3t-ntr-wt).
Следующая группа титулов Ипут была связана с её положением супруги фараона: Царская жена, его возлюбленная (hmt-nisw meryt.f), Спутница Гора (smrt-hrw), Величественная и единственная со скипетром хетес (wrt-hetes), Та, кто видит Гора и Сета (m33t-hrw-stsh) и Восхваляемая (wrt-hzwt).
После того, как её сын Пиопи I взошёл на трон, Ипут стали именовать: Матерью царя (mwt-niswt), Матерью царя Верхнего и Нижнего Египта (mwt-niswt-biti) и Мать царя пирамиды Меннефер-Пиопи (mwt-niswt-mn-nfr-ppy).

## Гробница
Ипут был похоронена в Саккаре, в пирамиде рядом с пирамидой Тети. Пирамиды Ипут и царицы Хуит были открыты между июлем 1897 и февралём 1899 года Виктором Лоре.
Погребальная камера содержала известняковый саркофаг и кедровый гроб. Были найдены останки женщины средних лет. Некоторые из её погребальных принадлежностей уцелели, к ним относятся канопы, подголовник и золотой браслет на руке Ипут. Её останки были переданы на хранение в Каирский египетский музей. В камере также находилось несколько сосудов, включая полированную красную керамику и чашу из горного хрусталя, и инструменты. Некоторые из сосудов первоначально были покрыты золотом.